# Adrian Lulgjuraj
Adrian Lulgjuraj (Dulcigno, 19 agosto 1980) è un cantante albanese. Nel 2013, con Bledar Sejko, ha rappresentato l'Albania all'Eurovision Song Contest 2013 di Malmö.

## Biografia
È nato a Dulcigno, all'epoca città della Jugoslavia, oggi Montenegro, da una famiglia albanese. Ha partecipato a diversi eventi montenegrini ed è conosciuto per la sua filantropia.
Nel 2010 ha partecipato a diversi festival come il Top Fest, organizzato dal canale albanese Top Channel, e The Voice of Albania.
Nel 2012 ha vinto il Festivali i Këngës con Bledar Sejko, ed ha rappresentato l'Albania all'Eurovision Song Contest 2013, dove tuttavia non sono riusciti a qualificarsi per la finale. Sempre nel 2012 ha vinto il premio come miglior cantante maschile al Top Fest con Evuloj.

## Vita privata
È sposato con la modella Ana Pejovićm, con la quale ha due figli.

## Discografia

### Singoli
- 2011 - Të mori një det
- 2012 - Evoloj
- 2012 - Identitet